# O Desterrado
O Desterrado é uma estátua de António Soares dos Reis em mármore de Carrara que faz parte do acervo do Museu Nacional Soares dos Reis, no Porto.
A obra foi iniciada em Roma no ano de 1872, como prova final de pensionista de escultura, e concluída no Porto. Foi enviada à 14.ª exposição trienal da Academia Portuense de Belas-Artes e medalha de ouro na Exposição Internacional de Madrid de 1881.
A escultura foi baseada no poema “Tristezas do Desterro” de Alexandre Herculano, e considerada por Teixeira de Pascoaes como a expressão máxima da saudade tão característica da alma portuguesa.
É um bem cultural móvel, classificado como de interesse nacional (Tesouro Nacional).
No Museu Nacional de Arte Contemporânea do Chiado existe a escultura em gesso patinado tendo em vista a concretização da peça em bronze. Proveniente do hospício de Santo António dos Portugueses, em Roma, esta estátua foi transportada para Lisboa em 1908–09 através de verba do Legado Valmor. A estátua em bronze também se encontra no jardim do Museu Nacional de Arte Contemporânea do Chiado.